# Cantoira
Cantoira (arpità Centuèiri) és un municipi italià, situat a la ciutat metropolitana de Torí, a la regió del Piemont. L'any 2007 tenia 541 habitants. Està situat a la Vall Gran de Lanzo (Valls de Lanzo), una de les Valls arpitanes del Piemont. Limita amb els municipis de Ceres, Chialamberto, Locana i Monastero di Lanzo.

## Administració
| Període | Identitat          | Partit        |
| ------- | ------------------ | ------------- |
| 2000-   | Celestina Olivetti | Llista cívica |